# ダラス・マーベリックス
ダラス・マーベリックス（Dallas Mavericks）は、テキサス州ダラスに本拠を置く全米プロバスケットボール協会 (NBA) のチーム。略してマブズ、マブスとも呼ばれる。ウェスタン・カンファレンス、サウスウェスト・ディビジョン所属。チーム名のmaverickは、1960年頃のTV西部劇の名に因んでおり、現在のチームマスコットは仔馬。オーナーは、マーク・キューバンである。NBAにおいて、地域、チーム名が創設以来変わっていないチームの一つ。

## 歴史

### 初期
1973年にABAの消滅でNBAへの加入に伴いダラス・チャパラルズ(現在のサンアントニオ・スパーズ)がサンアントニオに移転して以来、プロバスケットボールチームのなかったダラスでは、1979年に実業家のドン・カーターがNBAに対して新チームの設立を申請した。NBAは1980年のオールスター開催時にリーグのオーナーたちの承認を得て、ダラス・マーベリックス（マブズ）は、1980年に設立され、ウェスタン・カンファレンスのミッドウェストディビジョンに組み込まれた。初期のマブズではローランド・ブラックマンやマーク・アグワイアが活躍したが、勝率が5割に到達しプレイオフに進出するのは3年目になってからだった。1983年のドラフトでデレック・ハーパー、1984年のドラフトでサム・パーキンスを獲得し、1987年には初の地区優勝、1988年には地区決勝でロサンゼルス・レイカーズと死闘を演じたが、３勝4敗で優勝には至らなかった。

### トリプルJ
低迷していた90年代前半には、復調を予期させる有望な新人がチームに集まっていた。92年のドラフトではジム・ジャクソン、93年にはジャマール・マッシュバーン、94年にはジェイソン・キッドを獲得し、この3名は頭文字をとって「トリプルJ」と呼ばれた。しかしトリプルJは私情のもつれなどもありうまく機能せず、チーム成績も上向かずに一人一人チームから離れた。90年代は、十年間連続でレギュラーシーズンを負け越し、プレーオフ出場を逃し、特に1993年には11勝71敗にまで落ち込んだ。この時代のマブスは典型的なドアマットチームであった。

### ドン・ネルソンによるチーム再建
1997年にドン・ネルソンがジェネラルマネージャーに就任、ヘッドコーチを務めた翌年から、マブスの再建がはじまった。ダーク・ノヴィツキーの1998年のNBAドラフトへのエントリーに伴い、ドン・ネルソンは他チームの思惑を巧みに操り、ミルウォーキー・バックスの欲していたロバート・トレイラーをより高順位のマブスが6位で指名するかわりにバックスが9位でノヴィツキーを指名し、更に、このシーズンに1巡目指名権を持っていなかったフェニックス・サンズがパット・ギャリティを欲しているのに乗じて、バックスが持っている19位指名権でギャリティを指名させ、ノヴィツキーとセットでマブスにトレードすることを約束させ獲得する一方、トレイラーを指名し、ギャリティを欲しがっているサンズにギャリティ他2選手をつけてサンズにトレードし、かわりにスティーブ・ナッシュを獲得した。結果的にネルソンは将来NBAのシーズンMVPを獲得する2人の偉大な選手を、一度のドラフトで手に入れた。

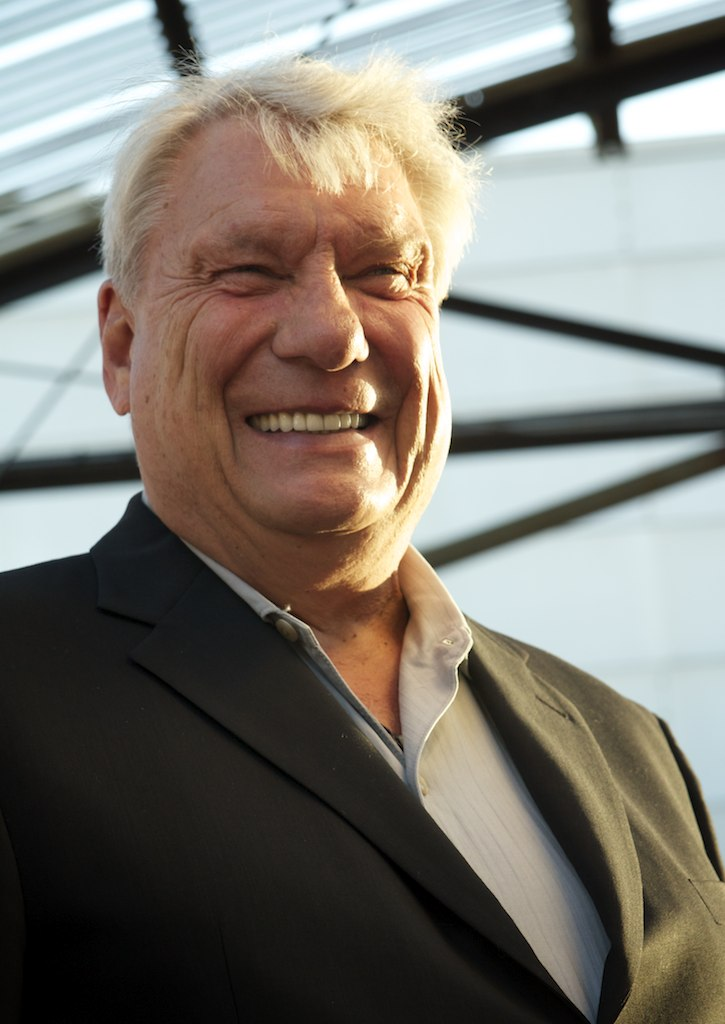
ドン・ネルソン

### ノヴィツキーの時代

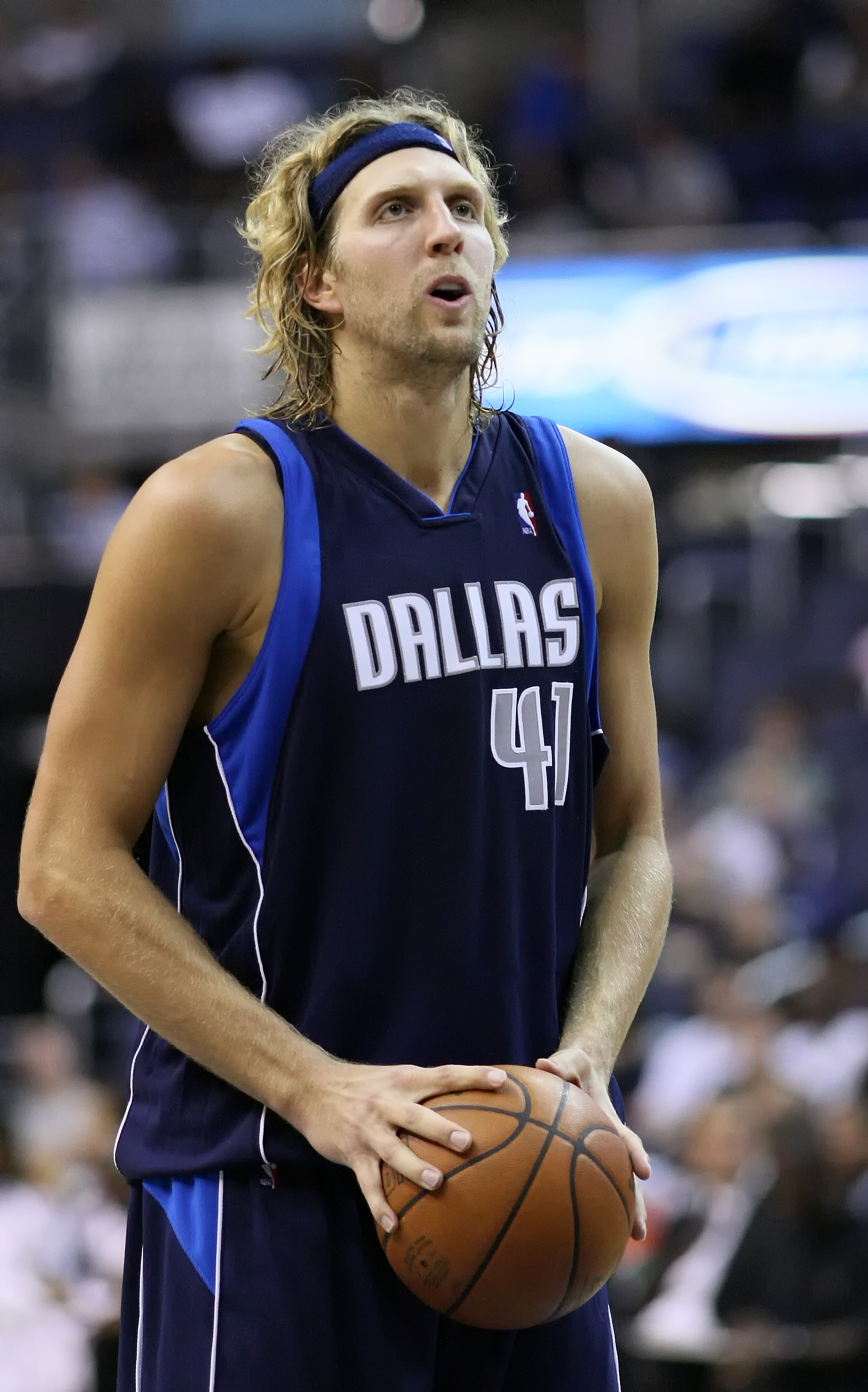
ダーク・ノヴィツキー（2009年）

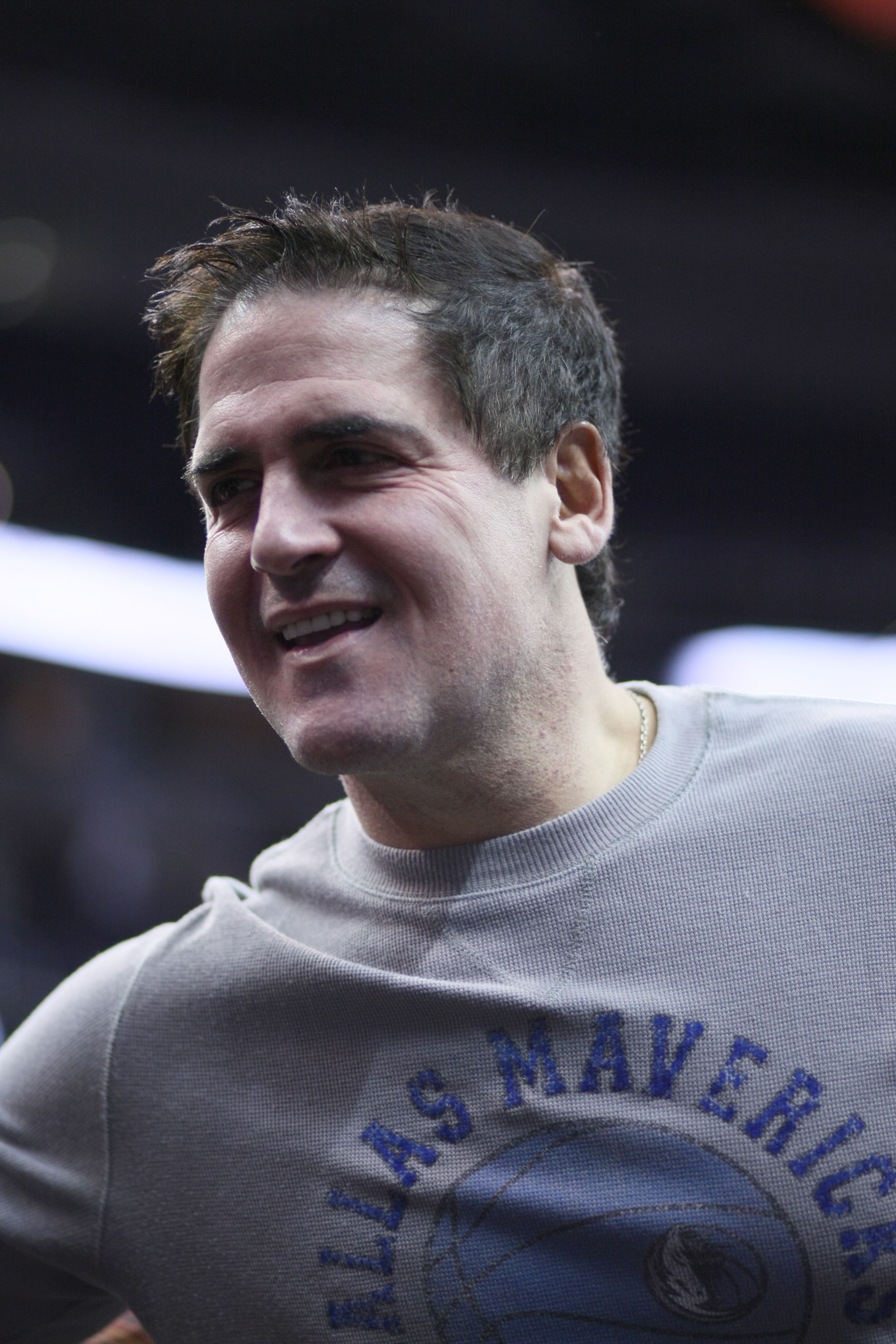
マーク・キューバン

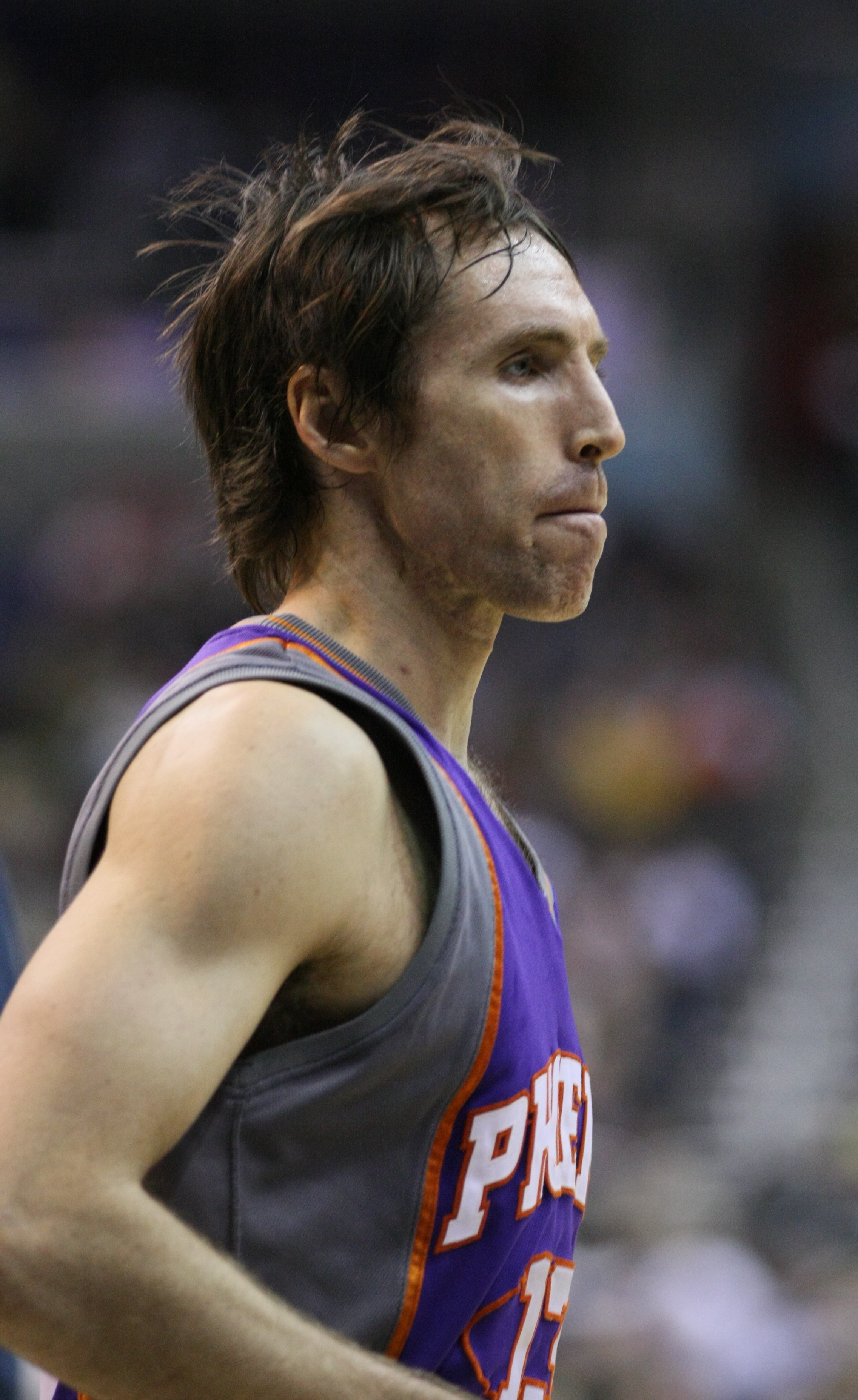
スティーブ・ナッシュ

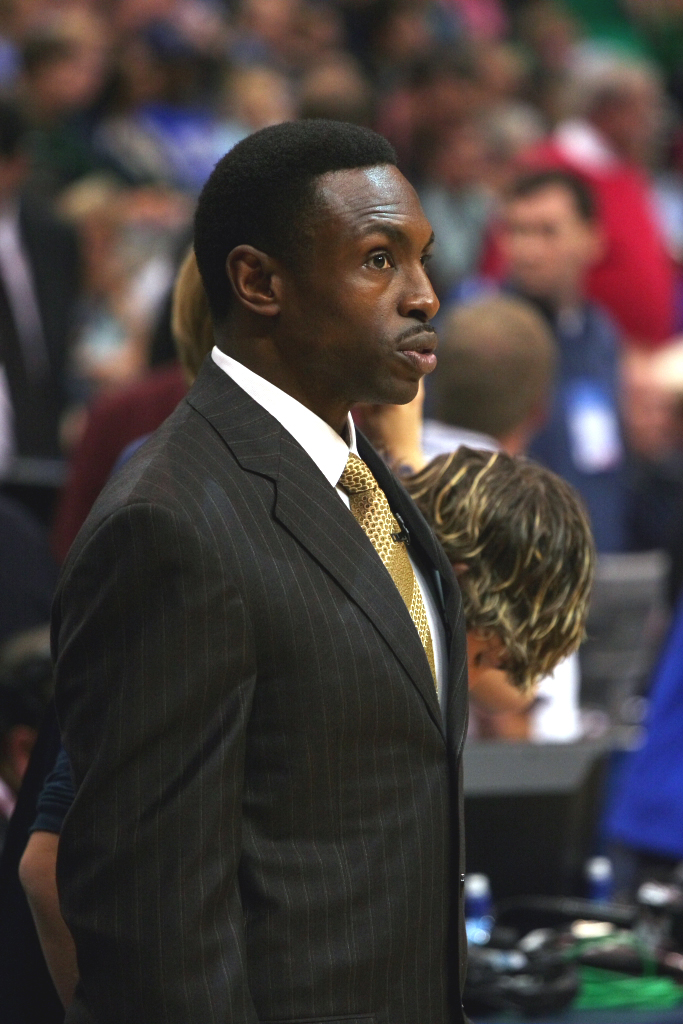
エイブリー・ジョンソン

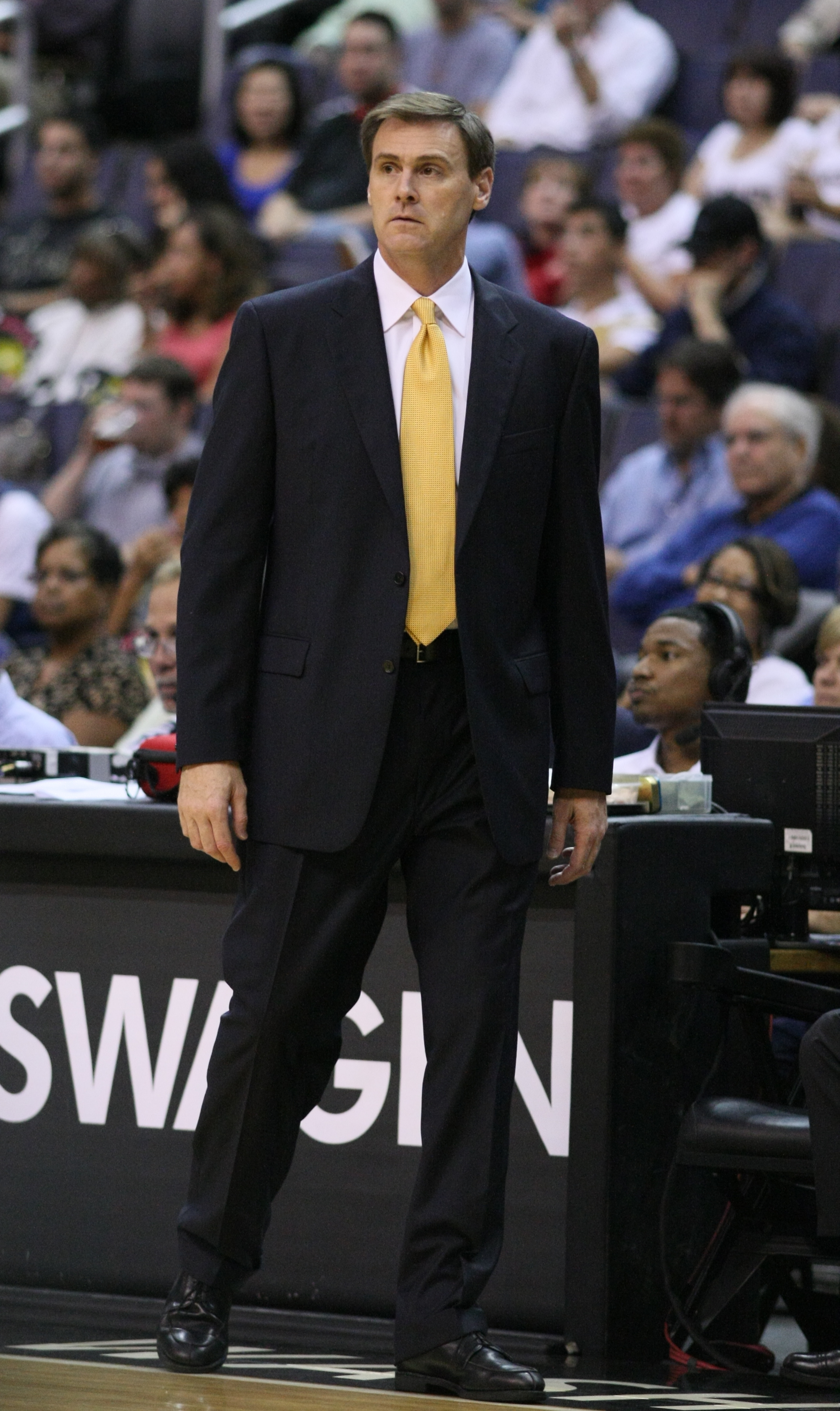
リック・カーライル

- 1998-1999シーズンのNBAはロックアウトによるシーズン短縮という初めての事態を経験し、ノヴィツキーのルーキーシーズンは例年より4ヶ月近くも遅れて始まり、先発パワーフォワードに抜擢されるも、まだ線の細かったノヴィツキーはNBAのフィジカルなプレイに馴染めず、特にディフェンスでは簡単に相手に押し負けてしまい、ディフェンスができない（Dがない）と揶揄する意味で"Irk Nowitzki"と呼ばれた。19勝31敗の成績でシーズンを終えた。
- 1999-00シーズン、ネルソンはノヴィツキーのパス技術をより活かすためにポイントフォワードに起用し、ノヴィツキーも徐々に本来の実力を発揮するようになった。エースのマイケル・フィンリーにノヴィツキー、セドリック・セバロスに率いられ、前年の19勝31敗から40勝42敗と勝率を伸ばしたが、プレーオフには惜しくも届かなかった。

マブズがリーグ屈指の強豪へと成長を始めるのは、インターネット関連事業で財をなしたマーク・キューバンが2000年1月14日に自身が熱烈なファンであった ことから、チームを2億8500万ドルで買い取り、オーナーに就任してからだった。キューバンはその後も豊富な資金力を活かしてチームの補強に取り組んだ。
- 2000-2001シーズンは、53勝29敗の好成績でレギュラーシーズンを終え、プレーオフへ第5シードで出場し、1stラウンドは、ユタ・ジャズを3勝2敗で勝ち抜き、カンファレンス・セミファイナルへ駒を進めたが、第1シードのサンアントニオ・スパーズに1勝4敗で敗退した。しかし、このシーズンから長期に連続プレーオフ進出を果たしていく事となる。
- 2001-2002シーズンは、チーム史上最多の57勝25敗でプレーオフに進出し1stラウンドは、ミネソタ・ティンバーウルブズを難なくスイープしたものの、カンファレンス・セミファイナルの壁は依然厚く、サクラメント・キングスに1勝4敗で敗退した。
- 2002-2003シーズンは、それを上回る60勝に到達。ポートランド・トレイルブレイザーズ、サクラメント・キングスを破り、ついにカンファレンスファイナルへと進んだが、この後ライバル関係を続けることとなるサンアントニオ・スパーズに2勝はしたものの敗退し、NBAファイナルへの進出を阻まれ続けた。
- 2003-2004シーズンは、52勝30敗の第5シードでプレーオフに出場したが、1stラウンドで、対キングス1勝4敗で敗退している。このシーズンまで4年間連続でチームのアシストにおけるスタッツリーダーであったスティーブ・ナッシュがFAとなり、キューバンの考えと折り合わず、古巣のフェニックス・サンズに移籍した。
- 2004-2005シーズンは、44勝22敗の時点でネルソンは退任し、アシスタントコーチであったエイブリー・ジョンソンが監督に昇格した。その後16勝2敗と勝率を伸ばし、58勝24敗でレギュラーシーズンを乗り切り第４シードでプレーオフに進み、1stラウンドはヒューストン・ロケッツを4勝3敗で退けたが、カンファレンスセミファイナルで、スティーブ・ナッシュのフェニックス・サンズに2勝4敗で敗れている。
- 再び60勝に達した2006年には、前年のチャンピオンであるサンアントニオ・スパーズをカンファレンスセミファイナルで降し、昨年敗れたフェニックス・サンズを4勝2敗で下し、チーム史上初となるカンファレンス優勝、NBAファイナル進出を果たした。しかしドウェイン・ウェイド、シャキール・オニール時代のマイアミ・ヒートとの対戦となったファイナルを2勝4敗で落とし、初優勝はならなかった。
- 2006-07シーズンはチーム力をさらに上昇させ、1シーズンで3度の12連勝を達成するNBA新記録を達成。最終成績は歴代5位、チーム記録の67勝15敗を記録し、ノヴィツキーはシーズンMVPを受賞する最高のレギュラーシーズンを送った。プレーオフは第1シードのチャンピオン候補最右翼としてプレーオフに挑んだが、一回戦、かつての指揮官だったドン・ネルソン率いる第8シードのゴールデンステート・ウォリアーズ相手に史上三度目（一回戦のプレーオフフォーマットが7戦4勝制になってからは初めて）の「第1シードのチームが第8シードのチームに敗れる」2勝4敗の歴史的敗戦を喫し、シーズンを終えた。
- 2007-08シーズンには、シーズン途中にベテランPGのジェイソン・キッドを獲得し、悲願のファイナル制覇に向けて勝負に出たが、プレーオフでは2年連続で1回戦で敗退。プレーオフ敗退後、エイブリー・ジョンソンHCは解任された。
- 2008-09シーズンからは新しくリック・カーライルが監督に就任し、シーズン序盤こそ躓いたものの次第に調子を上げ、最終的には50勝32敗の成績を収め、第6シードでプレーオフに進出した。第3シードのサンアントニオ・スパーズを相手にしたプレーオフ一回戦では4勝1敗で勝ち進むが、二回戦でデンバー・ナゲッツに1勝4敗で敗退した。
- 2009-10シーズンは、55勝27敗の成績で、第2シードでプレーオフに進出したが、第7シードのサンアントニオ・スパーズに2勝4敗でアップセットされた。

- 2010-11シーズンは57勝25敗の好成績を収め、第3シードでプレーオフに進出した。ファーストラウンドではポートランドトレイルブレイザーズと対戦し、2-2のタイとされるが第5戦第6戦に勝利し4-2でブレイザーズを倒した。カンファレンス・セミファイナルでは、2連覇中のロサンゼルス・レイカーズを4勝0敗で下す快挙を演じ、カンファレンス・ファイナルではオクラホマシティ・サンダーを4勝1敗で退け、ついに2度目のNBAファイナルの舞台に立った。ファイナルは5年前と同じくマイアミ・ヒートとの対戦となる。1勝2敗の不利な状況から3連勝して、逆転でのNBAファイナル初制覇を成し遂げた。ファイナルMVPには平均26.0得点を挙げたダーク・ノヴィツキーが選ばれた[5]。
- 2011-12シーズンは、ディフェンディングチャンピオンとしてのシーズンであったが、ラマー・オドム、ヴィンス・カーターを補強。FAに伴うタイソン・チャンドラー、カロン・バトラー、J・J・バレアの流出、ノヴィツキーを筆頭にジェイソン・キッド、ショーン・マリオンら主力の衰えなどから大きく勝率を落とし、第7シードでプレーオフに進出したが、力をつけてきたオクラホマシティ・サンダーにスイープされた。ロックアウトがあり試合数が少なかったものの36勝30敗と2000年から続いていたレギュラーシーズン50勝以上の成績をこのシーズンで途切れさせた (同シーズンはNBAロックアウトが敢行された関係で、66試合の短縮シーズン)。
- 2012-13シーズンは、キッドがニックスへ、テリーがセルティクスに移籍し、O・J・メイヨ、クリス・ケイマン、ダレン・コリソン、エルトン・ブランドらが新加入し、ロースターを大きく変えたが、ノビツキーが29試合を欠場したこともあり、41勝41敗で、勝ち越すこともできず、ついに12年連続して出場してきたプレーオフ出場を逃す結果に終わった。
- 2013-14シーズンは、モンタ・エリス、ホセ・カルデロン、デュワン・ブレアらを獲得し、マブス出身のデビン・ハリスが戻り、新たなケミストリーの構築まで停滞した戦いが続いたが、終盤の粘りで49勝33敗とし、なんとか第8シードでプレーオフに滑り込み、全体でトップシードのライバル、サンアントニオ・スパーズとの1stラウンド対戦となった。第3戦のヴィンス・カーターの起死回生のブザービーターなどもあり、第7戦まで粘ったが、最終ゲームで押し切られた。
- 2014-15シーズンは、主力であったショーン・マリオンがキャブスに移籍したが、若手成長株のチャンドラー・パーソンズを獲得し、ジャミーア・ネルソン、リチャード・ジェファーソン、レイモンド・フェルトンらベテランに加えて、チャンピオンメンバーのタイソン・チャンドラー、J・J・バレアが戻り、上位チームへの復帰に向けてスタートした。そんな中、12月18日にボストン・セルティックスと大型トレードを行い、ブランダン・ライト、ジャミーア・ネルソンなどをセルティックスに放出し、ラジョン・ロンドを獲得。更に2015年2月18日にはアマーレ・スタウダマイアーと契約するなど、チーム力強化を図った。しかしロンドはリック・カーライルHCと試合中に激しく口論するなど、確執が表面化。更にパーソンズも左膝を負傷し、両者はプレーオフを欠場。結局戦力が整わず1回戦でヒューストン・ロケッツに1勝4敗で敗退した。
- 2015年7月、マーベリックスはロサンゼルス・クリッパーズからFA宣言していたデアンドレ・ジョーダンの獲得を目指し、仮合意にこぎつけたものの、契約交渉猶予期間終了後にジョーダンはクリッパーズと再契約するという事態に陥る。戦力補強に遅れを取ったマーベリックスは、ザザ・パチュリア、デロン・ウィリアムス、ウェズリー・マシューズなどを獲得し、2015-16シーズンに挑んだものの、蓋を開けて見れば勝率5割前後を往復する苦しいシーズンとなった。プレーオフ不出場も危惧されたが、2016年4月11日の同じく出場枠を争っていたユタ・ジャズ戦に勝利し、シーズン81試合目で漸くプレーオフ進出を決めたものの、1stラウンドでオクラホマシティ・サンダーに1勝4敗で一蹴された。
- 2016-2017シーズンはアンドリュー・ボーガット、ハリソン・バーンズ、セス・カリーなどを獲得し、体勢の立て直しを図ったものの、ノヴィツキーが負傷続きで不調に陥り開幕5連敗でスタート。以降も波に乗れず、リーグ下位に低迷するなど、苦しいシーズンとなっていた。ところが、2017年に入りカリーの先発起用が的中、更に10日間契約で加入したヨギ・フェレルの大ブレイクで、可能性が開けてきた。トレード期限日にはナーレンズ・ノエルを獲得するなど巻き返しを図るも、結局は開幕ダッシュの失敗を取り戻すまで至らず、1999-2000シーズン以来の勝率5割以下と2013年以来のプレーオフ不出場が決定した。
- 2017-2018シーズンは24勝58敗で2年連続でプレーオフを逃した。

### ドンチッチの時代

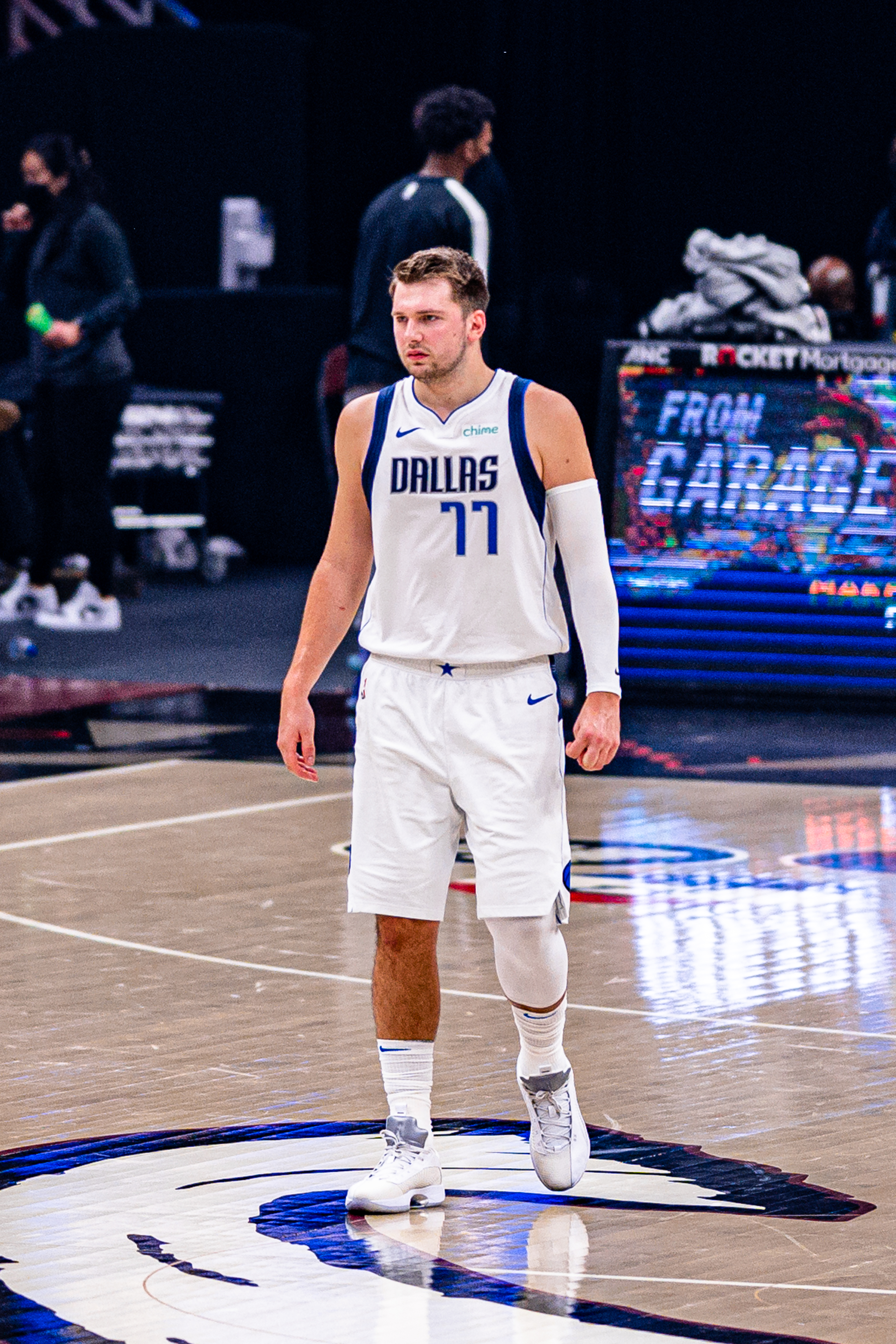
ルカ・ドンチッチ

- 2018年のドラフトでは全体5位でオクラホマ大学のトレイ・ヤングを指名したが、直後にアトランタ・ホークスとトレードを行い、ヤングと引き替えにホークスが全体3位で指名したユーロリーグ、レアル・マドリード・バロンセストのルカ・ドンチッチを獲得した。
- 2018-2019シーズンは33勝49敗で3年連続でプレーオフを逃したが、ドンチッチが新人王を受賞し[6]、シーズン中にはニューヨーク・ニックスとのトレードでクリスタプス・ポルジンギスを獲得するなど収穫もあった。またこのシーズン限りで長年チームを支えたノヴィツキーが引退した[7]。
- 2019-2020シーズンは、2年目のドンチッチが開幕からMVP級のパフォーマンスを見せチームを牽引。前シーズンを怪我で全休した新加入のポルジンギスも完全復活の兆しを見せ、このデュオを中心に開幕から白星を積み重ねたが、プレーオフでは1回戦で敗退した。
- 2022-2023シーズンはカイリー・アービングを獲得しドンチッチとの強力なバックコートデュオが誕生したがウェスタン・カンファレンス11位という結果で終わってしまった。

#### ドンチッチ、初のファイナル進出
- 2023年のNBAドラフトにて、デューク大学1年生のデレック・ライブリー2世を指名したのがオフシーズン補強の始まりだった。さらにデリック・ジョーンズ・ジュニアを獲得、そして昨季のトレード期限で獲得したカイリー・アービングとも再契約をし、ルカ・ドンチッチとアービングの2枚看板ロスターで2023-24シーズンに臨んだ。
- 2024年1月27日のアトランタ・ホークス戦では、ドンチッチがキャリアハイの73得点を記録。
- シーズン中は勝ったり負けたりで勝率5割近辺を維持しており、プレーイントーナメント圏外も噂されたシーズン前半だった。しかし、2月にトレードでダニエル・ギャフォードとP・J・ワシントンを獲得してからチームは好転。ライブリーとギャフォードという2人のリムプロテクターを臨機応変に出せるようになったことでインサイドのディフェンス力が大幅に向上。カイリーがチームにフィットしてきたことも追い風となり、ウェスタン・カンファレンス5位まで順位を上げてプレーオフに進出した。
- プレーオフの1stラウンドではドンチッチにとってプレーオフの鬼門となってきた第4シードのロサンゼルス・クリッパーズと対戦。マブズとクリッパーズは過去4年間で2回1stラウンドで対戦しており、いずれもクリッパーズが制していた。対マブスに強いエースのカワイ・レナード、そして2番手のポール・ジョージ、さらに今季から加わったジェームズ・ハーデン、ラッセル・ウェストブルックを擁するクリッパーズに挑むマブス。勝負は一進一退の攻防を見せるが、レナードの怪我や伏兵マキシ・クレバーの活躍もあって第5戦・第6戦をマブスが連勝。シリーズを4勝2敗で突破した。しかしクレバーが第6戦で負傷し、無念の離脱となった。
- プレーオフ2回戦では第1シードのオクラホマシティ・サンダーと対戦。4勝2敗で突破した。
- プレーオフではカンファレンスファイナルまでたどりつき、アンソニー・エドワーズ率いるミネソタ・ティンバーウルブズに4勝1敗で勝利しNBAファイナルに進出した。
- NBAファイナルではボストン・セルティックス相手に3勝0敗と先に王手をかけられるも、第4戦では122-84で圧勝した。しかし、第5戦でセルティックスは106-88で勝利し、マーベリックスはNBAファイナルで敗れた。

### 衝撃のドンチッチ・トレード放出
- 2024-25シーズン開幕前のトレードで、ウォリアーズからクレイ・トンプソンを獲得[8]、FAからナジ・マーシャルを獲得した[9]。

- 2025年2月2日にNBA史上最も衝撃的なトレードの一つが起きた。ユタ・ジャズを絡む3チーム間の大型トレードで、ドンチッチがマキシ・クレバー、マーキーフ・モリスと共にロサンゼルス・レイカーズへ移籍(金銭付き)、アンソニー・デイビス、マックス・クリスティー、2029年1巡目指名権と金銭を獲得。ドンチッチとデイビスという現オールNBAプレーヤー同士がシーズン中にトレードされた史上初の事例となった。このトレードの合意後、マーベリックスのゼネラルマネージャーであるニコ・ハリソン（英語版）はフランチャイズ・プレーヤーであるドンチッチを放出したことで激しい批判を受けたが、「ディフェンスはチームの勝利に繋がると信じている。」と述べ、トレードを擁護している[10]。一方、ドンチッチはこのトレードが合意するまでそれについて何も知らされていなかった[11]。

## シーズンごとの成績
Note: 勝 = 勝利数, 敗 = 敗戦数, % = 勝率 
| シーズン               | 勝    | 敗    | %    | プレーオフ                                                                  | 結果 |
| ---------------------- | ----- | ----- | ---- | --------------------------------------------------------------------------- | --- |
| ダラス・マーベリックス |       |       |      |                                                                             | |
| 1980–81                | 15    | 67    | .183 |                                                                             | |
| 1981–82                | 28    | 54    | .341 |                                                                             | |
| 1982–83                | 38    | 44    | .463 |                                                                             | |
| 1983–84                | 43    | 39    | .524 | 1回戦勝利 カンファレンス準決勝敗退                                          | マーベリックス 3, ソニックス 2 ジャズ 4, マーベリックス 1                                                                     |
| 1984–85                | 44    | 38    | .537 | 1回戦敗退                                                                   | ブレイザーズ 3, マーベリックス 1                                                                                              |
| 1985–86                | 44    | 38    | .537 | 1回戦勝利 カンファレンス準決勝敗退                                          | マーベリックス 3, ジャズ 1 レイカーズ 4, マーベリックス 2                                                                     |
| 1986–87                | 55    | 27    | .671 | 1回戦敗退                                                                   | ソニックス 3, マーベリックス 1                                                                                                |
| 1987–88                | 53    | 29    | .646 | 1回戦勝利 カンファレンス準決勝勝利 カンファレンス決勝敗退                   | マーベリックス 3, ロケッツ 1 マーベリックス 4, ナゲッツ 2 レイカーズ 4, マーベリックス 3                                      |
| 1988–89                | 38    | 44    | .463 |                                                                             | |
| 1989–90                | 47    | 35    | .573 | 1回戦敗退                                                                   | ブレイザーズ 3, マーベリックス 0                                                                                              |
| 1990–91                | 28    | 54    | .341 |                                                                             | |
| 1991–92                | 22    | 60    | .268 |                                                                             | |
| 1992–93                | 11    | 71    | .134 |                                                                             | |
| 1993–94                | 13    | 69    | .159 |                                                                             | |
| 1994–95                | 36    | 46    | .439 |                                                                             | |
| 1995–96                | 26    | 56    | .317 |                                                                             | |
| 1996–97                | 24    | 58    | .293 |                                                                             | |
| 1997–98                | 20    | 62    | .244 |                                                                             | |
| 1998–99                | 19    | 31    | .380 |                                                                             | |
| 1999-00                | 40    | 42    | .488 |                                                                             | |
| 2000–01                | 53    | 29    | .646 | 1回戦勝利 カンファレンス準決勝敗退                                          | マーベリックス 3, ジャズ 2 スパーズ 4, マーベリックス 1                                                                       |
| 2001–02                | 57    | 25    | .695 | 1回戦勝利 カンファレンス準決勝敗退                                          | マーベリックス 3, ウルブズ 0 キングス 4, マーベリックス 1                                                                     |
| 2002–03                | 60    | 22    | .732 | 1回戦勝利 カンファレンス準決勝勝利 カンファレンス決勝敗退                   | マーベリックス 4, ブレイザーズ 3 マーベリックス 4, キングス 3 スパーズ 4, マーベリックス 2                                    |
| 2003–04                | 52    | 30    | .634 | 1回戦敗退                                                                   | キングス 4, マーベリックス 1                                                                                                  |
| 2004–05                | 58    | 24    | .707 | 1回戦勝利 カンファレンス準決勝敗退                                          | マーベリックス 4, ロケッツ 3 サンズ 4, マーベリックス 2                                                                       |
| 2005–06                | 60    | 22    | .732 | 1回戦勝利 カンファレンス準決勝勝利 カンファレンス決勝勝利 NBAファイナル敗退 | マーベリックス 4, グリズリーズ 0 マーベリックス 4, スパーズ 3 マーベリックス 4, サンズ 2 ヒート 4, マーベリックス 2           |
| 2006–07                | 67    | 15    | .817 | 1回戦敗退                                                                   | ウォリアーズ 4, マーベリックス 2                                                                                              |
| 2007–08                | 51    | 31    | .622 | 1回戦敗退                                                                   | ホーネッツ 4, マーベリックス 1                                                                                                |
| 2008–09                | 50    | 32    | .610 | 1回戦勝利 カンファレンス準決勝敗退                                          | マーベリックス 4, スパーズ 1 ナゲッツ 4, マーベリックス 1                                                                     |
| 2009–10                | 55    | 27    | .671 | 1回戦敗退                                                                   | スパーズ 4, マーベリックス 2                                                                                                  |
| 2010–11                | 57    | 25    | .695 | 1回戦勝利 カンファレンス準決勝勝利 カンファレンス決勝勝利 NBAファイナル優勝 | マーベリックス 4, ブレイザーズ 2 マーベリックス 4, レイカーズ 0 マーベリックス 4, サンダー 1 マーベリックス 4, ヒート2        |
| 2011–12                | 36    | 30    | .545 | 1回戦敗退                                                                   | サンダー 4, マーベリックス 0                                                                                                  |
| 2012–13                | 41    | 41    | .500 |                                                                             | |
| 2013–14                | 49    | 33    | .598 | 1回戦敗退                                                                   | スパーズ 4, マーベリックス 3                                                                                                  |
| 2014–15                | 50    | 32    | .610 | 1回戦敗退                                                                   | ヒューストン・ロケッツ 4, マーベリックス 1                                                                                    |
| 2015–16                | 42    | 40    | .512 | 1回戦敗退                                                                   | サンダー 4, マーベリックス 1                                                                                                  |
| 2016–17                | 33    | 49    | .402 |                                                                             | |
| 2017–18                | 24    | 58    | .293 |                                                                             | |
| 2018–19                | 33    | 49    | .402 |                                                                             | |
| 2019–20                | 43    | 32    | .573 | 1回戦敗退                                                                   | クリッパーズ 4, マーベリックス 2                                                                                              |
| 2020–21                | 42    | 30    | .583 | 1回戦敗退                                                                   | クリッパーズ 4, マーベリックス 3                                                                                              |
| 2021–22                | 52    | 30    | .634 | 1回戦勝利 カンファレンス準決勝勝利 カンファレンス決勝敗退                   | マーベリックス 4, ジャズ 2 マーベリックス 4 , サンズ 3 ウォリアーズ 4, マーベリックス 1                                       |
| 2022–23                | 38    | 44    | .463 |                                                                             | |
| 2023–24                | 50    | 32    | .610 | 1回戦勝利 カンファレンス準決勝勝利 カンファレンス決勝勝利 NBAファイナル敗退 | マーベリックス 4, クリッパーズ 2 マーベリックス 4, サンダー 2 マーベリックス 4, ウルブズ 1 セルティックス 4, マーベリックス 1 |
| 通算勝敗               | 1,797 | 1,746 | .507 |                                                                             | |
| プレーオフ             | 106   | 126   | .457 |                                                                             | |

## 主な選手

### 年代別主要選手
太文字…殿堂入り選手 (C)…優勝時に在籍した選手 (M)…在籍時にMVPを獲得した選手 (50)…偉大な50人 (75)…偉大な75人
| 1980年代 （プレイオフ進出：5回） - ブラッド・デイビス (Brad Davis) ：1980-1992 - マーク・アグワイア (Mark Aguirre) ：1981-1989 - ローランド・ブラックマン (Rolando Blackman) ：1981-1992 - ジェイ・ヴィンセント (Jay Vincent) ：1981-1986 - デレック・ハーパー (Derek Harper) ：1983-1994 - サム・パーキンス (Sam Perkins) ：1984-1990 - デトレフ・シュレンプ (Detlef Schrempf) ：1985-1989 - ジェームズ・ドナルドソン（James Donaldson）：1985-1992 - ロイ・タープリー (Roy Tarpley) ：1986-1995 1990年代 （プレイオフ進出：1回） - アレックス・イングリッシュ (Alex English) ：1990-1991 - ラファイエット・リーバー (Fat Lever) ：1990-1994 - ジム・ジャクソン (Jim Jackson) ：1992-1997 - ジャマール・マッシュバーン (Jamal Mashburn) ：1993-1997 - ジェイソン・キッド (Jason Kidd) ：1994-1996、2008-2012 (C)(75) - マイケル・フィンリー (Michael Finley) ：1996-2005 - ショーン・ブラッドリー (Shawn Bradley) ：1997-2005 - ダーク・ノヴィツキー (Dirk Nowitzki) ：1998-2019 (C)(M)(75) - スティーブ・ナッシュ (Steve Nash) ：1998-2004 (75) 2000年代 （プレイオフ進出：7回 ファイナル進出：1回） - エドアルド・ナヘラ (Eduardo Nájera) : 2000-2004, 2010 - 王治郅 (Wang Zhizhi) : 2000-2002 - ニック・ヴァン・エクセル (Nick Van Exel) : 2002-2003 - ジョシュ・ハワード (Josh Howard) : 2003-2010 - アントワン・ジェイミソン (Antawn Jamison) : 2003-2004 - デビン・ハリス (Devin Harris) : 2004-2008, 2013-2018, 2018-2019 - ジェリー・スタックハウス (Jerry Stackhouse) : 2004-2009 - ジェイソン・テリー (Jason Terry) : 2004-2012 (C) - サガナ・ジョップ (DeSagana Diop) : 2005-2008, 2008-2009 - J・J・バレア (J. J. Barea) : 2006-2011, 2014-2020 (C) | 2010年代（プレイオフ進出：5回 ファイナル進出：1回 優勝：1回） - ブライアン・カーディナル (Brian Cardinal) : 2010-2012 (C) - カロン・バトラー (Caron Butler) : 2010-2011 (C) - デショーン・スティーブンソン (DeShawn Stevenson) : 2010-2011 (C) - ペジャ・ストヤコヴィッチ (Peja Stojaković) : 2011 (C) - タイソン・チャンドラー (Tyson Chandler) : 2010-2011, 2014-2015 (C) - ヴィンス・カーター (Vince Carter) : 2011-2014 - ラマー・オドム (Lamar Odom) : 2011-2012 - クリス・ケイマン (Chris Kaman) : 2012-2013 - エルトン・ブランド (Elton Brand) : 2012-2013 - O・J・メイヨ (O. J. Mayo) : 2012-2013 - ダレン・コリソン (Darren Collison) : 2012-2013 - モンタ・エリス (Monta Ellis) : 2013-2015 - ホセ・カルデロン (José Calderón) : 2013-2014 - デュワン・ブレア (DeJuan Blair) : 2013-2014 - サミュエル・ダレンバート (Samuel Dalembert) : 2013-2014 - チャンドラー・パーソンズ (Chandler Parsons) : 2014-2016 - ラジョン・ロンド (Rajon Rondo) : 2014-2015 - ドワイト・パウエル (Dwight Powell) : 2014- - ウェズリー・マシューズ (Wesley Matthews) : 2015-2019 - デロン・ウィリアムス (Deron Williams) : 2015-2017 - ザザ・パチュリア (Zaza Pachulia) : 2015-2016 - デビッド・リー (David Lee) : 2016 - アンドリュー・ボーガット (Andrew Bogut) : 2016-2017 - ハリソン・バーンズ (Harrison Barnes) : 2016-2019 - ドリアン・フィニー＝スミス (Dorian Finney-Smith) : 2016-2023 - セス・カリー (Seth Curry) : 2016-2018, 2019-2020, 2023-2024 - ヨギ・フェレル (Yogi Ferrell) : 2017-2018 - ナーレンズ・ノエル (Nerlens Noel) : 2017-2018 - デニス・スミス・ジュニア (Dennis Smith Jr.) : 2017-2019 - マキシ・クレバー (Maxi Kleber) : 2017-2025 - ルカ・ドンチッチ (Luka Dončić) : 2018-2025 - ジェイレン・ブランソン (Jalen Brunson) : 2018-2022 - デアンドレ・ジョーダン (DeAndre Jordan) : 2018-2019 - クリスタプス・ポルジンギス (Kristaps Porziņģis) : 2019-2022 - ティム・ハーダウェイ・ジュニア (Tim Hardaway Jr.) : 2019-2024 2020年代 （プレイオフ進出：3回） - スペンサー・ディンウィディー (Spencer Dinwiddie) : 2022-2023, 2024- - カイリー・アービング (Kyrie Irving) : 2023- - デレック・ライブリー2世 (Dereck Lively II) : 2023- - クレイ・トンプソン (Klay Thompson) : 2024- - アンソニー・デイビス (Anthony Davis) : 2025- |

## 栄誉

### 永久欠番
2020年1月26日に元ロサンゼルス・レイカーズに所属していたコービー・ブライアントが亡くなったことを受け、オーナーのマーク・キューバンはブライアントに敬意を表して背番号「24」を選手に着用させないことを発表した。
| ダラス・マーベリックスの永久欠番一覧 |                          |      |                     |                |
| No.                                  | 選手                     | Pos. | 在籍期間            | 式典日         |
| 12                                   | デレック・ハーパー       | G    | 1983-1994 1996-1997 | 2018年1月7日   |
| 15                                   | ブラッド・デイビス       | G    | 1980-1992           | 1992年11月14日 |
| 22                                   | ローランド・ブラックマン | G    | 1981-1992           | 2000年3月11日  |
| 41                                   | ダーク・ノヴィツキー     | F/C  | 1998-2019           | 2022年1月5日   |

参照:
| ダラス・マーベリックスの殿堂入り一覧 | ダラス・マーベリックスの殿堂入り一覧 | ダラス・マーベリックスの殿堂入り一覧 | ダラス・マーベリックスの殿堂入り一覧 | ダラス・マーベリックスの殿堂入り一覧 |
| 選手                                 | 選手                                 | 選手                                 | 選手                                 | 選手                                 |
| No.                                  | 名前                                 | Pos.                                 | 在籍期間                             | 殿堂入り年                           |
| ------------------------------------ | ------------------------------------ | ------------------------------------ | ------------------------------------ | ------------------------------------ |
| 2                                    | アレックス・イングリッシュ           | F                                    | 1990-1991                            | 1997年                               |
| 4                                    | エイドリアン・ダントリー             | F/G                                  | 1989-1990                            | 2008年                               |
| 70                                   | デニス・ロッドマン                   | F                                    | 2000                                 | 2011年                               |
| 2 5                                  | ジェイソン・キッド                   | G                                    | 1994-1996 2008-2012                  | 2018年                               |
| 13                                   | スティーブ・ナッシュ                 | G                                    | 1998-2004                            | 2018年                               |
| 10                                   | ティム・ハーダウェイ                 | G                                    | 2001-2002                            | 2022年                               |
| 41                                   | ダーク・ノヴィツキー                 | F/C                                  | 1998-2019                            | 2023年                               |
| 25                                   | ヴィンス・カーター                   | F                                    | 2011-2014                            | 2024年                               |
| コーチ                               |                                      |                                      |                                      |                                      |
| 名前                                 | 名前                                 | Pos.                                 | 在籍期間                             | 殿堂入り年                           |
| ドン・ネルソン                       | ドン・ネルソン                       | ヘッドコーチ                         | 1997-2005                            | 2012年                               |

| ダラス・マーベリックスの殿堂入り一覧 | ダラス・マーベリックスの殿堂入り一覧 | ダラス・マーベリックスの殿堂入り一覧 | ダラス・マーベリックスの殿堂入り一覧 | ダラス・マーベリックスの殿堂入り一覧 |
| 選手                                 | 選手                                 | 選手                                 | 選手                                 | 選手                                 |
| No.                                  | 名前                                 | Pos.                                 | 在籍期間                             | 殿堂入り年                           |
| ------------------------------------ | ------------------------------------ | ------------------------------------ | ------------------------------------ | ------------------------------------ |
| 17                                   | アントワン・リゴドー                 | G                                    | 2003                                 | 2015年                               |
| 13                                   | スティーブ・ナッシュ                 | G                                    | 1998-2004                            | 2020年                               |
| 32                                   | デトレフ・シュレンプ                 | F                                    | 1985-1989                            | 2021年                               |

## コーチ、その他

### 歴代ヘッドコーチ
- ディック・モッタ (Dick Motta) (1980-81/1986-87)
- ジョン・マクリード (John MacLeod) (1987-88/1989-90)
- リッチー・アデュベイト (Richie Adubato) (1989-90/1992-93)
- ガー・ハード (Gar Heard) (1992-93)
- クイン・バックナー (Quinn Buckner) (1993-94)
- ディック・モッタ (Dick Motta) (1996-97/1997-98)
- ジム・クリーモンス (Jim Cleamons) (1996-97/1997-98)
- ドン・ネルソン (Don Nelson) (1997-98/2004-05)
- エイブリー・ジョンソン (Avery Johnson) (2004-05/2007-08)
- リック・カーライル (Rick Carlisle) (2008-21)
- ジェイソン・キッド (Jason Kidd) (2021- )

## チーム記録
ダラス・マーベリックスのチーム記録